# Солнечная тетра
Солнечная тетра (лат. Hyphessobrycon heliacus) — вид рыб из рода хифессобриконы. Миролюбивая, стайная рыба.

## Описание
Длина тела 2,8 см. Золотой цвет тела; поперечные шевронные полосы вдоль горизонтальной срединной линии тела. Спинной и брюшные плавники у взрослых самцов удлиненные и нитевидные. Толстые лучи анального плавника и отсутствие лопасти анального плавника у взрослых самцов. Большое хвостовое пятно, покрывающее не менее половины хвостового стебля и его основания. Пятно тёмное. Высокое, ромбовидное тело. Кромки полупрозрачных плавников и хвоста с красноватым оттенком. С возрастом у самцов удлинняется спинной плавник. Возле жаберных крышек тёмные штрихи. В нерестовой период у самцов плавники становятся красноватыми. Живёт до 5 лет.

## Ареал
Река Телис-Пирис в штате Мату-Гросу, в Бразилии.

## Содержание
Мирные и спокойные рыбки. Проводят время в средних и верхних слоях аквариума. Можно содержать с другими мирными рыбками. Содержать можно парой, но желательно — группой из 10 особей. В этом случае самцы, когда будут конкурировать за внимание самок, демонстрируют свой вид, распушив плавники. Для одной пары надо 20 л воды, а при 10 рыбах 100 л. Аквариум надо засадить растениями, в том числе плавающими, также нажо учесть свободное место для плаванья самих рыб. Живут размеренной жизнью, спокойно плавая в аквариуме и часто застывают на одном месте. Особенно активны при кормлении. 
Температура воды — 23-27°C, жесткость — 1-13°, и водородный показатель — 6,4-7,0. Нужна фильтрация, аэрация и еженедельная подмена четверти аквариумной воды на свежую. Непродолжительное время, рыбы способны вынести колебания температуры воды либо ниже, либо выше нормы. Желательно яркое освещение, ведь только когда яркий свет, можно увидеть красоту рыбок. Рыб кормят различными хлопьевидными и гранулированными кормами, дафнией, артемией и мотылём. Для основной диеты следует использовать качественные хлопья и гранулы, также следует предлагать лафетных дафний. 

### Разведение
Пару производителей икры следует переместить в аквариум 15-20 л, на дне которого следует разместить сепараторную сетку. Температура 27°C стимулирует размножение. Самка откладывает икру утром, всего икринок откладывается 150, они жёлтового цвета. Икринки сразу же опускаются на дно. Самец часто не успевает оплодотворить всю икру, поэтому большая часть будет неоплодотворённой. 
Сразу после откладки икры, производителей отсаживают. Икра инкубируется в течение 24-36 часов. Вылупляющиеся мальки очень маленькие, и первые два дня питаются своим желточным мешочком. Через три дня, мальки начнут плавать и питаться. Кормят их инфузорией и артемией 4 раза в день. Половозрелыми становятся в 8 месяцев.